# Skästa hage
Skästa hage är en bebyggelse i Lillhärads socken i Västerås kommun. Från 2020 avgränsar SCB här en småort.